# Скрученіжкові
Скрученіжкові (Funariaceae) — родина мохів порядку Funariales. Приблизно 303 видів включено до родини, з 200 видів у Funaria та ще 80 класифікованих у Physcomitrium. Рід Goniomitrium нещодавно перенесено з Pottiaceae до Funariaceae.